# Реэтобель
Реэтобель (нем. Rehetobel) — коммуна в Швейцарии, в кантоне Аппенцелль-Ауссерроден.
Население составляет 1685 человек (на 31 декабря 2006 года). Официальный код — 3034.

## Известные уроженцы
- Гигер, Вальтер Бруно (род. 1946) — швейцарский дипломат.